# Лазурный травяной попугайчик
Лазурный травяной попугайчик, или бирюзовый травяной попугайчик (лат. Neophema pulchella) — птица отряда попугаеобразных.

## Внешний вид
Длина тела 22 см, хвоста 11 см. Окраска самцов яркая. Верхняя сторона туловища окрашена в тёмно-зелёный цвет, а нижняя яично-желтоватая. Голова и мелкие кроющие перья крыльев лазурно-голубого цвета, а плечевые — кирпично-красные. На крыльях имеется красная полоска, центральные рулевые и маховые перья тёмно-синие. Ноги у них розовые. Клюв тёмно-серый. Окраска самок скромнее. Основной цвет её оперения тёмно-зелёный. Нижняя часть туловища грязно-жёлто-зелёного цвета. Лишь узкая передняя часть головы вокруг клюва и «брови» лазурного цвета, но не такого яркого, как у самца. И узкая полоса вдоль сгиба крыльев менее яркая, а красное пятно у верхнего сгиба крыла отсутствует совсем. Кроме того, на внутренней стороне крыльев (развёрнутых) у самки имеется белая полоска, образованная пятнами на внутренней стороне перьев крыла.

## Распространение
Обитает в Южной Австралии, Квинсленде, Виктории и Новом Южном Уэльсе.

## Образ жизни
Держатся в полустепных пространствах, богатых травяной растительностью. Питаются семенами диких трав. Быстро и хорошо летают, очень быстро и ловко передвигаются по земле.

## Размножение
Гнездятся в дуплах деревьев и пустотелых пнях. Гнездовая камера часто находится на глубине до 1,5 м от входа в дупло. Самки откладывают от 4 до 8 яиц. Насиживание длится 18—20 дней, самец в нём участия не принимает. Он только подкармливает сидящую на гнезде самку. Молодые покидают гнездо через 25—28 дней, но родители подкармливают их ещё 2—3 недели.

## Содержание
В Европе они появились в конце XVIII века. По своему характеру — это очень спокойная птица. Голос его — тихий щебет; при редких ссорах — негромкое стрекотание или скрип, резких и громких криков не издают, за исключением тех случаев, когда чем-либо напуганы. Первое время очень требовательны к условиям содержания, но после акклиматизации живут долго и хорошо размножаются.